# Man Shwe

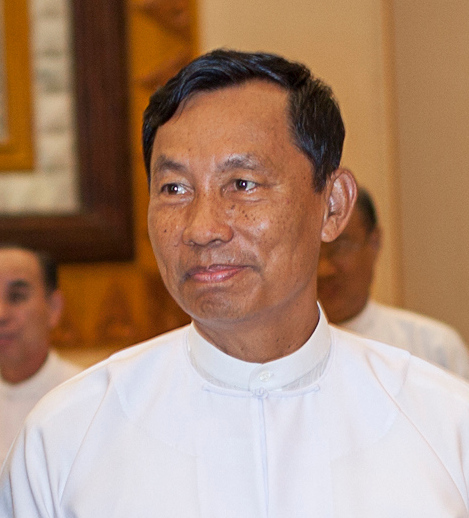
Shwe Mann (2012)

Man Shwe oder auch Thura Shwe Mann (birmanisch ရွှေမန်း bzw. သူရရွှေမန်း; * 11. Juli 1947) ist ein myanmarischer Politiker und ehemaliger Militär. Er ist ehemaliger General der Streitkräfte Myanmars, ein erklärter Gegner eines Übergangs Myanmars in eine „kontrollierte Demokratie“ und gilt als Vertrauter von Than Shwe.
Man Shwe war Mitglied des Staatlichen Friedens- und Entwicklungsrates, der ab 1988 bestehenden Militärregierung, und galt nach Than Shwe und Thein Sein als drittstärkster Mann im Staat, bis die Militärregierung der neuen Verfassung entsprechend 2011 aufgelöst wurde. Von 2011 bis 2016 war er Sprecher des erstmals seit 20 Jahren gewählten Unterhauses.
Im Gegenzug zu durchgeführten demokratischen Reformen in Burma strichen die Vereinigten Staaten am 19. September 2012 die seit Jahren bestehenden Sanktionen gegen Thein Sein und Thura Shwe Mann. 2013 wurde Man Shwe Vorsitzender der regierenden Union Solidarity and Development Party. Er hegte Ambitionen für das Amt des Präsidenten. Im August 2015 wurde er nach einem offenen Machtkampf mit Präsident Thein Sein als Parteipräsident abgesetzt und durch seinen früheren Stellvertreter Htay Oo ersetzt.